# Genouillé (Viena)
Genouillé és un municipi francès situat al departament de la Viena i a la regió de la Nova Aquitània. L'any 2007 tenia 524 habitants.

## Demografia

### Població
El 2007 la població de fet de Genouillé era de 524 persones. Hi havia 237 famílies de les quals 75 eren unipersonals (47 homes vivint sols i 28 dones vivint soles), 91 parelles sense fills, 51 parelles amb fills i 20 famílies monoparentals amb fills.
La població ha evolucionat segons el següent gràfic:
Habitants censats

### Habitatges
El 2007 hi havia 342 habitatges, 237 eren l'habitatge principal de la família, 66 eren segones residències i 39 estaven desocupats. 337 eren cases i 5 eren apartaments. Dels 237 habitatges principals, 207 estaven ocupats pels seus propietaris, 26 estaven llogats i ocupats pels llogaters i 5 estaven cedits a títol gratuït; 3 tenien una cambra, 22 en tenien dues, 37 en tenien tres, 58 en tenien quatre i 118 en tenien cinc o més. 185 habitatges disposaven pel capbaix d'una plaça de pàrquing. A 100 habitatges hi havia un automòbil i a 112 n'hi havia dos o més.

### Piràmide de població
La piràmide de població per edats i sexe el 2009 era:
| Homes | Edats   | Dones |
| ----- | ------- | ----- |
| 0     | 95 o +  | 0     |
| 0     | 90 a 94 | 4     |
| 4     | 85 a 89 | 4     |
| 8     | 80 a 84 | 4     |
| 24    | 75 a 79 | 24    |
| 36    | 70 a 74 | 32    |
| 20    | 65 a 69 | 16    |
| 4     | 60 a 64 | 28    |
| 24    | 55 a 59 | 12    |
| 32    | 50 a 54 | 8     |
| 4     | 45 a 49 | 12    |
| 12    | 40 a 44 | 24    |
| 4     | 35 a 39 | 4     |
| 12    | 30 a 34 | 8     |
| 12    | 25 a 29 | 12    |
| 8     | 20 a 24 | 4     |
| 8     | 15 a 19 | 8     |
| 8     | 10 a 14 | 4     |
| 12    | 5 a 9   | 0     |
| 4     | 0 a 4   | 8     |

## Economia
El 2007 la població en edat de treballar era de 314 persones, 192 eren actives i 122 eren inactives. De les 192 persones actives 174 estaven ocupades (101 homes i 73 dones) i 18 estaven aturades (7 homes i 11 dones). De les 122 persones inactives 64 estaven jubilades, 24 estaven estudiant i 34 estaven classificades com a «altres inactius».

### Ingressos
El 2009 a Genouillé hi havia 225 unitats fiscals que integraven 503 persones, la mediana anual d'ingressos fiscals per persona era de 13.726 €.

### Activitats econòmiques
Dels 14 establiments que hi havia el 2007, 1 era d'una empresa alimentària, 5 d'empreses de construcció, 3 d'empreses de comerç i reparació d'automòbils, 3 d'empreses d'hostatgeria i restauració, 1 d'una empresa immobiliària i 1 d'una empresa de serveis.
Dels 5 establiments de servei als particulars que hi havia el 2009, 2 eren paletes, 1 guixaire pintor, 1 lampisteria i 1 restaurant.
Dels 2 establiments comercials que hi havia el 2009, 1 era una fleca i 1 una perfumeria.
L'any 2000 a Genouillé hi havia 33 explotacions agrícoles que ocupaven un total de 1.360 hectàrees.

## Equipaments sanitaris i escolars
El 2009 hi havia una escola elemental integrada dins d'un grup escolar amb les comunes properes formant una escola dispersa.

## Poblacions més properes
El següent diagrama mostra les poblacions més properes.